# Matrimonio igualitario en Sudáfrica
El matrimonio igualitario es legal en Sudáfrica desde el 30 de noviembre de 2006, cuando se promulgó la Ley de Uniones Civiles tras haber sido aprobada en el parlamento sudafricano el mes anterior. Sudáfrica se convirtió así en el quinto país del mundo, el primero en África y el segundo fuera de Europa, en legalizar el matrimonio entre personas del mismo sexo. El derecho de adopción homoparental fue reconocido por el Tribunal Constitucional en 2002.

## Cronología
En julio de 2002, la Corte Superior de Sudáfrica indicó que es discriminatorio e inconstitucional que la ley sudafricana no permita el matrimonio entre personas del mismo sexo.
En diciembre de 2005, el Tribunal Constitucional sudafricano dio un plazo de doce meses al parlamento para adaptar su legislación de modo que las parejas del mismo sexo puedan acceder a la Ley Nacional sobre Matrimonio.
En la sentencia de 2005, el juez Albie Sachs dictaminó, que la reformada Ley Nacional de Matrimonio debe también incluir las palabras "o cónyuge" tras las palabras esposa o marido. Si tras el plazo de doce meses dado por el tribunal al parlamento no se hubiese cambiado el texto de la ley, los tribunales aplicarían esas palabras automáticamente.
La resolución judicial que declaró que la Ley Nacional sobre Matrimonio era inconstitucional fue consensuada por la totalidad de los miembros del tribunal, ya que la Constitución sudafricana prohíbe expresamente la discriminación por razón de la orientación sexual. Si bien una minoría del tribunal quería el cambio inmediato y automático de la ley, la mayoría votó dar al parlamento 12 meses de plazo.
El tribunal permite también a los funcionarios la objeción de conciencia con respecto a la aplicación de la Ley Nacional sobre Matrimonio.
Finalmente, el 30 de noviembre de 2006 el matrimonio entre personas del mismo sexo fue legalizado en Sudáfrica.

## Estadísticas
De acuerdo con el gobierno de Sudáfrica, se han registrado más de 3000 matrimonios y uniones civiles entre parejas del mismo sexo  hasta mediados de 2010; sin embargo, estos datos solo indican los matrimonios en los cuales al menos un integrante es un ciudadano de Sudáfrica o un residente permanente. Más aún, no todos los matrimonios bajo la Ley de Uniones Civiles son entre personas del mismo sexo, aunque la mayoría de las parejas de personas de distinto sexo, continúan casándose bajo la Ley de Matrimonio de 1961.
Los datos de Statistics South Africa son desglosados por provincia y por año; ellos muestran que la mayoría de los matrimonios bajo la Ley de Uniones Civiles se registraron en la provincia de Gauteng o en la Provincia Occidental del Cabo.
| Provincia          | 2007 | 2008 | 2009 | 2010 | 2011 | 2012 | 2013 | 2014  | 2015  | 2016  | 2017  | 2018  | 2019  | 2020  | 2021  | Total  |
| ------------------ | ---- | ---- | ---- | ---- | ---- | ---- | ---- | ----- | ----- | ----- | ----- | ----- | ----- | ----- | ----- | ------ |
| Cabo Oriental      | 0    | 41   | 30   | 24   | 29   | 38   | 37   | 54    | 49    | 57    | 57    | 58    | 64    | 48    | 53    | 639    |
| Estado Libre       | 1    | 23   | 20   | 26   | 28   | 27   | 21   | 32    | 41    | 36    | 42    | 46    | 48    | 32    | 50    | 473    |
| Gauteng            | 49   | 362  | 324  | 391  | 381  | 425  | 411  | 452   | 443   | 494   | 507   | 632   | 779   | 659   | 1,193 | 7,502  |
| KwaZulu-Natal      | 8    | 74   | 87   | 79   | 63   | 91   | 81   | 161   | 220   | 249   | 245   | 298   | 216   | 168   | 209   | 2,249  |
| Limpopo            | 0    | 15   | 10   | 10   | 7    | 13   | 6    | 10    | 16    | 17    | 15    | 13    | 23    | 5     | 16    | 176    |
| Mpumalanga         | 3    | 7    | 11   | 11   | 16   | 12   | 16   | 9     | 24    | 22    | 32    | 31    | 28    | 23    | 26    | 271    |
| Noroeste           | 2    | 6    | 5    | 9    | 3    | 11   | 10   | 28    | 25    | 29    | 43    | 40    | 41    | 22    | 44    | 318    |
| Cabo Septentrional | 1    | 11   | 43   | 75   | 93   | 106  | 87   | 81    | 10    | 15    | 16    | 20    | 18    | 6     | 20    | 602    |
| Cabo Occidental    | 16   | 191  | 227  | 261  | 238  | 253  | 320  | 314   | 346   | 358   | 391   | 465   | 443   | 434   | 553   | 4,810  |
| Fuera de Sudáfrica | 0    | 2    | 3    | 2    | 9    | 11   | 4    | 3     | 4     | 4     | 3     | 2     | 6     | 0     | 4     | 57     |
| No especificado    | 0    | 0    | 0    | 0    | 0    | 0    | 0    | 0     | 7     | 50    | 6     | 45    | 105   | 74    | 72    | 359    |
| Total              | 80   | 732  | 760  | 888  | 867  | 987  | 993  | 1,144 | 1,185 | 1,331 | 1,357 | 1,650 | 1,771 | 1,471 | 2,240 | 17,456 |